# Samsung Tower Palace 3 - Tower G
Tower Palace Three, Tower G là một tòa nhà chọc trời nằm ở quận Gangnam-gu thuộc Seoul, Hàn Quốc. Khánh thành năm 2004 với độ cao 264 m, tòa nhà 73 tầng này hiện là tòa nhà cao nhất Hàn Quốc và là tòa nhà có chức năng khu căn hộ cao thứ 4 thế giới.